# カラカルパク自治州
カラカルパク自治州（Karakalpak Autonomous Oblast）は中央アジアのウズベキスタン北西部(現在はカラカルパクスタン共和国)に位置していた自治州。

## 地理

### 言語
カラカルパク自治州の言語はカラカルパク語とウズベク語でこの言語に翻訳すると、
(カラカルパク語/Қарақалпақстан Автономиялы Республикасы)
(ウズベク語/Qoraqalpogʻiston Avtonom viloyati)

### 人口

#### 総人口
約55万人

#### 民族割合
- ウズベク人:36%
- カラカルパク人:32%
- カザフ人:25%
- その他:7%

## 歴史

### 民族境界線
ソビエト連邦は、中央アジアにおける「民族」の概念を明確化し、それに基づいて行政区画を再編する政策を進めた。
これにより、旧ヒヴァ・ハン国の一部、およびロシア帝国領だったザカスピ州、シルダリヤ州の領域の一部から、カラカルパク民族の居住地域として区切られた。

### カラカルパク自治州の設立
1925年、ソビエト連邦内にカラカルパク自治州が設置された。
当初はカザフ自治ソビエト社会主義共和国の管轄下に置かれた。
この時点では、カラカルパク語のラテン文字化などが進められた。

### ロシア共和国直属へ
1930年、カラカルパク自治州はロシア・ソビエト連邦社会主義共和国に直属する形となった。

### カラカルパク自治ソビエト社会主義共和国への昇格
1932年7月20日、カラカルパク自治州はカラカルパク自治ソビエト社会主義共和国に昇格した。
これは、ソ連中央アジアで唯一の自治共和国であった。
| サブスタブ | この項目は、まだ閲覧者の調べものの参照としては役立たない、書きかけの項目です。この項目を加筆・訂正などしてくださる協力者を求めています。このテンプレートは分野別のサブスタブテンプレートやスタブテンプレート（Wikipedia:分野別のスタブテンプレート参照）に変更することが望まれています。 |